# ГАЕС Набара
ГАЕС Набара (яп. 南原発電所, Набара хацуденшьо, Гепберн: Nabara hatsudensho) — гідроакумулювальна електростанція в Японії на острові Хонсю.
Нижній резервуар створили на річці Набара, правій притоці Ненотані, котра в свою чергу є лівим допливом Ота (впадає до Внутрішнього Японського моря у місті Хіросіма). Тут звели кам'яно-накидну греблю висотою 86 метрів та довжиною 305 метрів, яка потребувала 2,2 млн м3 матеріалу. Вона утримує водосховище з площею поверхні 0,24 км2 та об'ємом 5,7 млн м3 (корисний об'єм 5,2 млн м3).
На струмку, що впадає праворуч до Набари, звели  кам'яно-накидну греблю верхнього резервуару. Вона має висоту 89 метрів та довжину 402 метра і потребувала 3,3 млн м3 матеріалу. Гребля утримує водосховище з площею поверхні 0,25 км2 та об'ємом 6,1 млн м3 (корисний об'єм 5,2 млн м3).
Від верхнього резервуару до машинного залу прямує тунель довжиною 1,9 км з діаметром 7,2 метра, який переходить у два напірні водоводи довжиною по 0,47 км зі спадаючим діаметром від 4,4 до 3,1 метра. З'єднання із нижнім резервуаром забезпечується через тунель довжиною 0,5 км з діаметром 5,4 метра. В системі також працює вирівнювальний резервуар висотою 111 метрів з діаметром 19 метрів.
Основне обладнання станції становлять дві оборотні турбіни типу Френсіс загальною потужністю 636 МВт (номінальна потужність станції рахується як 620 МВт), які використовують напір у 294 метрів.